# Predrag Matić
Predrag Fred Matić (n. 2 iunie 1962, Požega, Croația – d. 23 august 2024, Zagreb, Croația) a fost un politician croat de centru-stânga al Partidului Social Democrat, caree a fost deputat în Parlamentul European din 2019 până la moartea sa. Anterior a fost ministru al Afacerilor Veteranilor din 2011 până în 2016, în Cabinetul lui Zoran Milanović.

## Tinerețe
Matić s-a născut la Požega, Croația la 2 iunie 1962. A urmat cursurile Universității din Osijek pe care a absolvit-o cu o licență în educație.

## Cariera militară
În vara anului 1991, Matić a servit în forțele armate croate ca unul dintre apărătorii străzii Trpinjska din Vukovar, în timpul bătăliei de la Vukovar. A fost capturat în noiembrie 1991 și timp de nouă luni a fost supus torturii aproape zilnice în lagărele de concentrare sârbe. În vara anului 1992 a fost eliberat și pentru curaj și eroism a fost distins cu numeroase medalii și decorații militare, urmate de o eliberare cu gradul de brigadier al Armatei Croate.

## Cariera politică

### Cariera în politica națională
După război, Matić a lucrat în Cabinetul șefului Statului Major General al Forțelor Armate ale Republicii Croația și a ocupat postul de șef și purtător de cuvânt al Afacerilor Generale la biroul său din 1994 până în 1998. Dinn 1998 până în 2000 a fost șeful Ministerului Veteranilor Croați și din 2004 până în 2005 a fost consilier al viceprim-ministrului Jadranka Kosor.
Din 2008 până în 2009, Matić a fost membru al Parlamentului Croat și până în 2010 a fost membru al consiliului de administrație al Transparenței Croate. Din 2010 până în 2011 a fost consilier special al președintelui Croației Ivo Josipović. În urma acestuia, și-a asumat rolul de ministru al Veteranilor unde a rămas până în 2016, iar în același an a fost membru al Consiliului General al SDP.
La 28 decembrie 2015, Matić a fost ales deputat și a reprezentat Partidul Social Democrat din Croația din circumscripția a 5-a. În aceeași zi, candidatura sa a fost suspendată, iar în schimmb a fost aleasă Biljana Gaća. A candidat din nou, de data aceasta în timpul cammpaniei din 2016, preluând mandatul până pe 14 octombrie, dar a renunțat în ianuarie a acelui an. După ce a renunțat, el a fost membru al Comitetului de Apărare, al Comitetului pentru egalitatea de gen și al Consiliului Național de Securitate.
Pe lângă sarcinile sale de comisie, Matić a deținnut funcția de membru adjunct al delegației croate la Adunarea Parlamentară a Procesului de Cooperare în Europa de Sud-Est și a fost, de asemenea, membru al Commitetului de cooperare interparlamentară.
La 14 octombrie 2016, Matić a fost ales din nou în deputat, folosind „Predrag” ca nume personal. La 1 martie 2019, și-a schimbat numele în „Predrag Fred” Matić după realegerea sa. În acei ani, din noiembrie 2016, a fost șef al Delegației la Adunarea Parlamentară a Procesului de Cooperare Sud-Est European și a fost membru al Comisiei de Cooperare Interparlamentară.

### Membru al Parlamentului European, 2019–2024
Matić eeste deputat în Parlamentul European de la alegerile din 2019. În parlament, de atunci lucrează în Comisia pentru pescuit și în Comisia pentru cultură și educație. A fost membru supleant al Comisiei pentru drepturile femeii și egalitatea de gen, unde a fost raportor al parlamentului pentru sănătatea și drepturile sexuale și reproductive în UE.
Pe lângă sarcinile sale de comisie, Matić a făcut parte din delegația Parlamentului pentru relațiile cu Peninsula Arabă.
În septembrie 2022, Matić a primit Premiul pentru Justiție, Stat de Drept și Drepturile Omului la premiile anuale ale revistei Parlamentului pentru europarlamentari.

## Poziții politice
În 2018, Matić a comentat decclarația lui Aleksandar Vučić conform căreia Croația vrea o țară fără sârbi, comparând-o cu comentariile lui Adolf Hitler despre modul în care a vrut Germania fără evrei.

## Moarte
Matić a murit pe 23 august 2024, la vârsta de 62 de ani.